# Gasport
Gasport és una concentració de població designada pel cens dels Estats Units a l'estat de Nova York. Segons el cens del 2000 tenia 1.248 habitants.

## Demografia
Segons el cens del 2000, Gasport tenia 1.248 habitants, 456 habitatges, i 315 famílies. La densitat de població era de 167,9 habitants/km².
Dels 456 habitatges en un 30,7% hi vivien nens de menys de 18 anys, en un 57,9% hi vivien parelles casades, en un 9,2% dones solteres, i en un 30,9% no eren unitats familiars. En el 25% dels habitatges hi vivien persones soles el 9,6% de les quals corresponia a persones de 65 anys o més que vivien soles. El nombre mitjà de persones vivint en cada habitatge era de 2,53 i el nombre mitjà de persones que vivien en cada família era de 3,04.
Per edats la població es repartia de la següent manera: un 23% tenia menys de 18 anys, un 6,9% entre 18 i 24, un 27,8% entre 25 i 44, un 23,7% de 45 a 60 i un 18,6% 65 anys o més.
L'edat mediana era de 40 anys. Per cada 100 dones de 18 o més anys hi havia 90,3 homes.
La renda mediana per habitatge era de 39.306 $ i la renda mediana per família de 45.313 $. Els homes tenien una renda mediana de 34.167 $ mentre que les dones 27.143 $. La renda per capita de la població era de 17.882 $. Entorn del 2,2% de les famílies i el 6,4% de la població estaven per davall del llindar de pobresa.